# Calliophis
Calliophis er en slægt af giftsnoge, en af flere almindeligvis kendt som orientalske koralslanger eller asiatiske koralslanger

## Arter
Arter i denne slægt er:
- Calliophis beddomei (M.A. Smith, 1943) - engelsk navn: Beddome's coral snake (Indien)
- Calliophis bibroni (Jan, 1858) engelsk navn: Bibron's coral snake (Indien)
- Calliophis bivirgatus (F. Boie, 1827) - engelsk navn: blue Malaysian coral snake (Indonesien, Cambodia, Malaysia, Singapore, Thailand)
- Calliophis castoe E.N. Smith, Ogale, Deepak & Giri, 2012 - engelsk navn: Castoe’s coral snake (Indien)
- Calliophis gracilis Gray, 1835 - engelsk navn: spotted coral snake (Thailand, Malaysia, Indonesien, Singapore)
- Calliophis haematoetron E.N. Smith, Manamendra-Arachchi & Somweera, 2008 - engelsk navn: blood-bellied coral snake (Sri Lanka)
- Calliophis intestinalis (Laurenti, 1768) - engelsk navn: banded Malaysian coral snake (Indonesien, Malaysia)
- Calliophis maculiceps (Günther, 1858) - engelsk navn: speckled coral snake (Myanmar, Thailand, Malaysia, Vietnam, Cambodia, Laos)
- Calliophis melanurus (Shaw, 1802) - engelsk navn: Indian coral snake (Indien, Bangladesh, Sri Lanka)
- Calliophis nigrescens (Günther, 1862) - engelsk navn: black coral snake  (Indien)

NB: En binomial myndighed i parentes angiver, at de arter, er oprindeligt blev beskrevet i en anden slægten end Calliophis.